# Haspelschiedt
Haspelschiedt település Franciaországban, Moselle megyében. Lakosainak száma 292 fő (2022. január 1.). Haspelschiedt Bitche, Bousseviller, Hanviller, Liederschiedt és Roppeviller községekkel határos.

## Népesség
A település népességének változása:
| Lakosok száma | 284  | 306  | 253  | 283  | 304  | 307  | 303  | 304  | 303  | 292  |
|               | 1968 | 1982 | 1990 | 2006 | 2013 | 2015 | 2017 | 2019 | 2020 | 2022 |